# Elezioni comunali in Calabria del 2004
Le elezioni comunali in Calabria del 2004 si tennero il 12-13 giugno (con ballottaggio il 27-28 giugno).

## Provincia di Cosenza

### Cassano all'Ionio
| Candidati                     | Candidati                       | II turno             | II turno             | I turno | I turno | Liste                           | Voti  | %     | Seggi |
| Candidati                     | Candidati                       | Voti                 | %                    | Voti    | %       | Liste                           | Voti  | %     | Seggi |
| ----------------------------- | ------------------------------- | -------------------- | -------------------- | ------- | ------- | ------------------------------- | ----- | ----- | ----- |
|                               | Gianluca Dante Gallo ✔️ Sindaco | 4 904                | 56,10                | 2 423   | 23,81   | Unione di Centro                | 1 368 | 14,20 | 8     |
| Impegno Democratico           | Gianluca Dante Gallo ✔️ Sindaco | 4 904                | 56,10                | 2 423   | 23,81   | 441                             | 4,58  | 2     |       |
| Unione per il Rinnovamento    | Gianluca Dante Gallo ✔️ Sindaco | 4 904                | 56,10                | 2 423   | 23,81   | 382                             | 3,97  | 2     |       |
|                               | Giovanni Papasso                | 3 837                | 43,90                | 2 927   | 28,76   | Socialisti Democratici Italiani | 1 823 | 18,92 | 1     |
| Insieme per Cassano           | Giovanni Papasso                | 3 837                | 43,90                | 2 927   | 28,76   | 1 096                           | 11,38 | 1     |       |
| Seggio di coalizione          | Seggio di coalizione            | Seggio di coalizione | 43,90                | 2 927   | 28,76   | 1                               |       |       |       |
|                               | Luigi Adduci                    | Luigi Adduci         | Luigi Adduci         | 2 194   | 21,56   | Uniti per Cambiare              | 2 034 | 21,11 | 1     |
| Seggio di coalizione          | Seggio di coalizione            | Seggio di coalizione | Luigi Adduci         | 2 194   | 21,56   | 1                               |       |       |       |
|                               | Salvatore Frasca                | Salvatore Frasca     | Salvatore Frasca     | 1 249   | 12,27   | Socialisti Riformisti           | 922   | 9,57  | 1     |
| Sibari Città Domani           | Salvatore Frasca                | Salvatore Frasca     | Salvatore Frasca     | 1 249   | 12,27   | 325                             | 3,37  | –     |       |
| Seggio di coalizione          | Seggio di coalizione            | Seggio di coalizione | Salvatore Frasca     | 1 249   | 12,27   | 1                               |       |       |       |
|                               | Franca Peruzzi Rango            | Franca Peruzzi Rango | Franca Peruzzi Rango | 1 105   | 10,86   | La Margherita                   | 932   | 9,68  | –     |
| Seggio di coalizione          | Seggio di coalizione            | Seggio di coalizione | Franca Peruzzi Rango | 1 105   | 10,86   | 1                               |       |       |       |
|                               | Salvatore Minervini             | Salvatore Minervini  | Salvatore Minervini  | 280     | 2,75    | Uniti per Cambiare              | 310   | 3,22  | –     |
| Totale                        | Totale                          | 8 741                | 100                  | 10 178  | 100     |                                 | 9 633 | 100   | 20    |
|                               |                                 |                      |                      |         |         |                                 |       |       |       |
| Fonte: Ministero dell'interno |                                 |                      |                      |         |         |                                 |       |       |       |

### Montalto Uffugo
| Candidati                          | Candidati              | II turno             | II turno       | I turno | I turno | Liste                           | Voti  | %     | Seggi |
| Candidati                          | Candidati              | Voti                 | %              | Voti    | %       | Liste                           | Voti  | %     | Seggi |
| ---------------------------------- | ---------------------- | -------------------- | -------------- | ------- | ------- | ------------------------------- | ----- | ----- | ----- |
|                                    | Ugo Gravina ✔️ Sindaco | 4 381                | 53,49          | 3 221   | 32,88   | Socialisti Democratici Italiani | 1 060 | 11,26 | 5     |
| Alleanza per Montalto              | Ugo Gravina ✔️ Sindaco | 4 381                | 53,49          | 3 221   | 32,88   | 767                             | 8,15  | 3     |       |
| Lista civica di centro-sinistra    | Ugo Gravina ✔️ Sindaco | 4 381                | 53,49          | 3 221   | 32,88   | 501                             | 5,32  | 2     |       |
| UDEUR                              | Ugo Gravina ✔️ Sindaco | 4 381                | 53,49          | 3 221   | 32,88   | 382                             | 4,06  | 1     |       |
| Rifondazione Comunista             | Ugo Gravina ✔️ Sindaco | 4 381                | 53,49          | 3 221   | 32,88   | 193                             | 2,05  | 1     |       |
| Lista civica di centro-sinistra    | Ugo Gravina ✔️ Sindaco | 4 381                | 53,49          | 3 221   | 32,88   | 148                             | 1,57  | –     |       |
|                                    | Emilio Bianco          | 3 810                | 46,51          | 3 401   | 34,71   | La Margherita                   | 1 154 | 12,26 | 2     |
| Democratici di Sinistra            | Emilio Bianco          | 3 810                | 46,51          | 3 401   | 34,71   | 986                             | 10,48 | 1     |       |
| Il Cambiamento                     | Emilio Bianco          | 3 810                | 46,51          | 3 401   | 34,71   | 462                             | 4,91  | –     |       |
| Repubblicani Europei               | Emilio Bianco          | 3 810                | 46,51          | 3 401   | 34,71   | 395                             | 4,20  | –     |       |
| Lista civica di centro-sinistra    | Emilio Bianco          | 3 810                | 46,51          | 3 401   | 34,71   | 317                             | 3,37  | –     |       |
| Seggio di coalizione               | Seggio di coalizione   | Seggio di coalizione | 46,51          | 3 401   | 34,71   | 1                               |       |       |       |
|                                    | Domenico Runco         | Domenico Runco       | Domenico Runco | 2 373   | 24,22   | Forza Italia                    | 956   | 10,16 | 1     |
| Lista Civica                       | Domenico Runco         | Domenico Runco       | Domenico Runco | 2 373   | 24,22   | 487                             | 5,17  | 1     |       |
| Unione di Centro                   | Domenico Runco         | Domenico Runco       | Domenico Runco | 2 373   | 24,22   | 437                             | 4,64  | –     |       |
| Alleanza Nazionale                 | Domenico Runco         | Domenico Runco       | Domenico Runco | 2 373   | 24,22   | 312                             | 3,31  | –     |       |
| Movimento Sociale Fiamma Tricolore | Domenico Runco         | Domenico Runco       | Domenico Runco | 2 373   | 24,22   | 130                             | 1,38  | –     |       |
| Seggio di coalizione               | Seggio di coalizione   | Seggio di coalizione | Domenico Runco | 2 373   | 24,22   | 1                               |       |       |       |
|                                    | Franco Ferro           | Franco Ferro         | Franco Ferro   | 802     | 8,19    | Federazione dei Verdi           | 261   | 2,77  | –     |
| Lista civica di centro-sinistra    | Franco Ferro           | Franco Ferro         | Franco Ferro   | 802     | 8,19    | 233                             | 2,48  | –     |       |
| Lista Di Pietro - Occhetto         | Franco Ferro           | Franco Ferro         | Franco Ferro   | 802     | 8,19    | 231                             | 2,45  | –     |       |
| Seggio di coalizione               | Seggio di coalizione   | Seggio di coalizione | Franco Ferro   | 802     | 8,19    | 1                               |       |       |       |
| Totale                             | Totale                 | 8 191                | 100            | 9 797   | 100     |                                 | 9 412 | 100   | 20    |
|                                    |                        |                      |                |         |         |                                 |       |       |       |
| Fonte: Ministero dell'interno      |                        |                      |                |         |         |                                 |       |       |       |

### Rende
|                                                | Sandro Principe ✔️ Sindaco          | 18 296               | 78,11 | Lista Civica               | 4 702  | 20,71 | 8  |  |  |
| Socialisti Democratici Italiani                | Sandro Principe ✔️ Sindaco          | 18 296               | 78,11 | 3 470                      | 15,29  | 6     |    |  |  |
| Lista civica di centro-sinistra                | Sandro Principe ✔️ Sindaco          | 18 296               | 78,11 | 2 678                      | 11,80  | 5     |    |  |  |
| Democratici di Sinistra                        | Sandro Principe ✔️ Sindaco          | 18 296               | 78,11 | 1 973                      | 8,69   | 3     |    |  |  |
| La Margherita                                  | Sandro Principe ✔️ Sindaco          | 18 296               | 78,11 | 1 554                      | 6,85   | 2     |    |  |  |
| UDEUR                                          | Sandro Principe ✔️ Sindaco          | 18 296               | 78,11 | 1 157                      | 5,10   | 2     |    |  |  |
| Federazione dei Verdi                          | Sandro Principe ✔️ Sindaco          | 18 296               | 78,11 | 986                        | 4,34   | 1     |    |  |  |
| Lista civica di centro-sinistra                | Sandro Principe ✔️ Sindaco          | 18 296               | 78,11 | 451                        | 1,99   | –     |    |  |  |
| Socialdemocrazia                               | Sandro Principe ✔️ Sindaco          | 18 296               | 78,11 | 361                        | 1,59   | –     |    |  |  |
| Rifondazione Comunista                         | Sandro Principe ✔️ Sindaco          | 18 296               | 78,11 | 333                        | 1,47   | –     |    |  |  |
| Repubblicani Europei                           | Sandro Principe ✔️ Sindaco          | 18 296               | 78,11 | 84                         | 0,37   | –     |    |  |  |
|                                                | Francesco Casciaro                  | 1 618                | 6,91  | Forza Italia               | 1 649  | 7,26  | 1  |  |  |
| Seggio di coalizione                           | Seggio di coalizione                | Seggio di coalizione | 6,91  | 1                          |        |       |    |  |  |
|                                                | Francesco Napoli                    | 1 105                | 4,72  | Lista Civica               | 391    | 1,72  | –  |  |  |
| Lista Civica                                   | Francesco Napoli                    | 1 105                | 4,72  | 216                        | 0,95   | –     |    |  |  |
| Donne                                          | Francesco Napoli                    | 1 105                | 4,72  | 135                        | 0,59   | –     |    |  |  |
| Partito Repubblicano Italiano-I Liberal Sgarbi | Francesco Napoli                    | 1 105                | 4,72  | 76                         | 0,33   | –     |    |  |  |
| Lista Civica                                   | Francesco Napoli                    | 1 105                | 4,72  | 216                        | 0,95   | –     |    |  |  |
| Seggio di coalizione                           | Seggio di coalizione                | Seggio di coalizione | 4,72  | 1                          |        |       |    |  |  |
|                                                | Marco Saverio Ghionna               | 667                  | 2,85  | Alleanza Nazionale         | 537    | 2,37  | –  |  |  |
|                                                | Francesco Pichierri                 | 409                  | 1,75  | Unione di Centro           | 520    | 2,29  | –  |  |  |
|                                                | Enrico De Caro                      | 408                  | 1,74  | Alleanza                   | 458    | 2,02  | –  |  |  |
|                                                | Luigi Gullo                         | 350                  | 1,49  | PSE Mancini                | 494    | 2,18  | –  |  |  |
|                                                | Domenico Antonio Francesco Plastina | 327                  | 1,40  | Lista Di Pietro - Occhetto | 161    | 0,71  | –  |  |  |
|                                                | Giuditta De Santis                  | 243                  | 1,04  | Nuovo PSI                  | 266    | 1,17  | –  |  |  |
| Totale                                         | Totale                              | 23 423               | 100   |                            | 22 701 | 100   | 30 |  |  |
|                                                |                                     |                      |       |                            |        |       |    |  |  |
| Fonte: Ministero dell'interno                  |                                     |                      |       |                            |        |       |    |  |  |